# José Manuel Acevedo
José Manuel Acevedo Medina (Bucaramanga, 11 de abril de 1985) es un periodista, politólogo, columnista y abogado colombiano.

## Biografía
Nació en Bucaramanga en 1985. Estudió derecho en la Universidad de los Andes en especialización en ciencias políticas y realizó su maestría de economía en la Universidad Complutense de Madrid.
En 2011 debuta en los medios de comunicación como analista económico en RCN Radio y posteriormente como panelista de RCN Noticias y Voces RCN con Yolanda Ruiz, María Elvira Samper, Fernando Londoño, Juan Carlos Iragorri. En 2013 ingreso a RCN Televisión como periodista económico y político, dirigió el segmento de Si o No en 2017 se desempeñó como subdirector de Noticias RCN y posteriormente fue nombrado como director del programa informativo de RCN en 2021 y presentador de la emisión central con Mónica Jaramillo desde 2024. Es columnista del diario El Tiempo.